# 8月16日
8月16日是阳历年的第228天（闰年是229天），离一年的结束还有137天。

## 大事记

### 18世紀
- 1780年：在美国独立战争中，英国军队在卡姆登战役击败美国军队。

### 19世紀
- 1819年：英國曼徹斯特騎兵衝入在聖彼得廣場要求議會改革的群眾，造成18人死亡和數百人受傷。
- 1825年：玻利維亞宣布獨立。
- 1876年：由華格納作曲及編劇的歌劇「齊格菲」首演。
- 1891年：第二国际在布鲁塞尔召开第二次代表大会。
- 1891年：菲律賓馬尼拉的聖巴斯弟盎聖殿正式祝聖，為亞洲唯一的全鋼結構教堂。
- 1896年：由于探险队在加拿大育空道森市附近发现黄金，引起克朗代克淘金热的风潮。
- 1897年：中东铁路正式开工。

### 20世紀
- 1906年：智利瓦尔帕莱索发生矩震級8.2級地震（英语：1906 Valparaíso earthquake），造成3,882人丧生[1]。
- 1913年：日本东北帝国大学（东北大学的前身）招收女生，成为日本第一个招收女生的大学。
- 1920年：克利夫蘭印地安人隊的雷·查普曼被球擊中，翌日不治身亡，成為美國職業棒球大聯盟中唯一直接因在比賽中受傷而死亡的球員。
- 1929年：穆斯林和猶太人之間長期以來關於進入耶路撒冷西牆的爭議，升級為整個巴勒斯坦長達一周的暴力騷亂。
- 1931年：兰州发生雷马事变。
- 1941年：泰國曼谷的日本公使館昇格為日本駐泰國大使館[2]，為各國駐泰使館群中率先昇為大使館者之一[3]。
- 1945年：苏联红军在沈阳市机场抓获在第二次世界大战战败而准备逃亡日本的满洲国皇帝溥仪。
- 1945年：越南八月革命开始。
- 1945年：汪精卫政权宣布解散。
- 1960年：英属塞浦路斯宣布脱离英国统治并建立共和国，马卡里奥斯三世担任首任总统。
- 1966年：“文化大革命”中，全国性的大串联开始。社会秩序十分混乱。
- 1971年：伊朗和中华人民共和国建交。
- 1971年：颱風露絲吹襲香港。
- 1972年：摩洛哥皇家空軍政變軍官試圖在拉巴特擊墜國王哈桑二世搭乘的專機，最終政變失敗。
- 1977年：中華人民共和国正式加入国际卫星通讯组织。
- 1977年：美国摇滚音乐歌手「猫王」埃尔维斯·普雷斯利因心脏病突发于雅园寓所的浴室地板上昏迷不醒，在送往田纳西州孟菲斯的医院急救后宣告不治。
- 1982年：第一届国际中国科技史会议在比利时鲁汶大学举行。
- 1987年：西北航空255号班机在美国密歇根州底特律起飞后不久坠毁，仅有1人生还。
- 1993年：美国普渡大学的学生伊恩·默多克发表采用Linux作为内核的自由操作系统Debian的首个版本。

### 21世紀
- 2003年：第110号元素被命名为，元素符号Ds。
- 2011年：中国江西省莲花县南岭乡发生大规模群体冲突事件。
- 2012年：有香港人高舉中華民國以及中華人民共和國國旗強登釣魚台宣示主權，但隨後遭日本拘留，中華人民共和國隨即介入了解，中華民國則呼籲日本無條件釋放。
- 2012年：厄瓜多尔政府为在6月19日逃入厄瓜多駐英國大使館避难的维基解密创始人和总编辑朱利安·阿桑奇提供政治庇护。
- 2021年：马来西亚第八任首相慕尤丁在电视直播宣布，由于他失去多数支持，从即日起他不再是首相，而慕尤丁也被时任国家元首苏丹阿都拉委任为过渡首相（看守首相）。

## 出生
- 1378年：明仁宗朱高熾，明朝皇帝。（1425年逝世）
- 1815年：聖若望·鮑思高，意大利神父、教育家，慈幼會會祖。（1888年逝世）
- 1821年：阿瑟·凱萊，英國數學家。（1895年逝世）
- 1832年：威廉·馮特，德國心理学家（1920年去世）
- 1845年：加布里埃尔·李普曼，法國物理学家（1921年逝世）
- 1878年：田中茂穗，日本魚類學家（1974年逝世）
- 1884年：雨果·根斯巴克，盧森堡裔美國發明家、作家、雜誌出版商（1967年逝世）
- 1888年：湯瑪斯·愛德華·勞倫斯，英國軍官，阿拉伯的勞倫斯原著《智慧的七柱》作者（1935年逝世）
- 1889年：樂信·瓦旦，台灣政治家、白色恐怖受難者（1954年去世）
- 1905年：馬里安·雷耶夫斯基，波蘭數學家、密碼學家（1980年逝世）
- 1906年：馬爾塞洛·達斯內維斯·阿爾維斯·卡丹奴，葡萄牙政治人物，第102任葡萄牙總理（1980年逝世）
- 1913年：，以色列政治人物，第6任以色列總理，1978年諾貝爾和平獎得主（1992年逝世）
- 1915年：艾爾·西伯勒，美國歌手，天生盲人，曾與爵士樂作曲家艾靈頓公爵同住長達8年（2001年逝世）
- 1930年：哈羅德·希爾曼，英國神經科學家（2016年逝世）
- 1939年：韋奇立，葡萄牙政治人物，第127任澳門總督（2025年逝世）
- 1943年：班傑明·祖克曼，美國天體物理學家
- 1945年：歐陽平凱，中國生物化工專家（2023年逝世）
- 1952年：徐忠信，香港武打演員、武術指導（2022年逝世）
- 1954年：阿馬爾·巴格達什，敘利亞經濟學家、政治人物（2025年逝世）
- 1954年：詹姆斯·卡麥隆，美國電影導演
- 1958年：瑪丹娜，美國流行歌手
- 1958年：安琪拉·貝瑟，美國女演員、製片人
- 1958年：安妮·呂利耶，法國物理學家，2023年諾貝爾物理學獎得主
- 1961年：比約恩·納提科·林德布勞，瑞典經濟學家、佛教僧侶（2022年逝世）
- 1961年：高乃麗，日本女性聲優
- 1962年：，美國男演員
- 1963年：周台英，臺灣女子足球運動員、教練
- 1964年：王育麟，臺灣電影導演
- 1966年：祝文君，香港女藝人（2022年逝世）
- 1966年：李若彤，香港女演員
- 1967年：徐帆，中國女演員
- 1968年：鄭海均，韓國男演員
- 1969年：魏德聖，台灣電影監製、導演、編劇
- 1969年：凱特·希金斯，美國女性配音員、歌手、爵士鋼琴家
- 1970年：孫紅雷，中國男演員
- 1970年：賽伊夫·阿里·罕，印度男演員
- 1974年：埃蓋爾賽吉·克里斯蒂娜，匈牙利游泳運動員
- 1975年：塔伊加·維迪提，紐西蘭導演、編劇、製片人、喜劇演員、畫家
- 1976年：林子聰，香港男演員
- 1977年：阿亚奇·扎迈勒，突尼西亞政治人物
- 1978年：伏明霞，中國跳水運動員
- 1980年：皇甫惠貞，韓國歌手
- 1981年：彎彎，台灣網路漫畫家
- 1982年：姜恩卓，韓國男演員
- 1983年：許家傑，香港演員
- 1984年：大J，香港YouTuber
- 1985年：郭婕祈，台灣艺人
- 1985年：侯夢莎，中國女演員
- 1985年：郭頂，中國男歌手
- 1985年：蔡斯·奧利弗，美國政治人物
- 1986年：達比修有，日本職業棒球運動員
- 1987年：喜多村英梨，日本女性聲優
- 1987年：早瀨彌生，日本女性聲優、前寫真偶像
- 1987年：葉秉桓，台灣男歌手
- 1988年：陳嘉晉，香港足球運動員
- 1988年：J.C.拉米瑞茲，尼加拉瓜職業棒球運動員
- 1989年：穆薩·西索科，法國職業足球運動員
- 1990年：吳謹言，中國女演員
- 1990年：內山昂輝，日本男性聲優
- 1990年：泽山璃奈，日裔英國歌手、模特儿
- 1991年：權梨世，韓國女子偶像團體Ladies' Code成員（2014年逝世）
- 1991年：鄧紫棋，香港歌手
- 1991年：鶴辰，韓國男演員
- 1991年：伊凡娜·林奇，愛爾蘭演員
- 1992年：盧俐英，韓國女子偶像團體After School成員
- 1992年：康坦·菲永·馬耶，法國男子冬季兩項運動員
- 1993年：孫雪寧，中國女演員
- 1993年：三上悠亞，日本AV女優
- 1993年：卡梅隆·莫納漢，美國男演員
- 1994年：安丹尼爾，韓國男子偶像團體TEEN TOP成員
- 1994年：洪凌，新加坡女演員
- 1995年：謝宗融，臺灣職業籃球運動員
- 1996年：飯島寛騎，日本男演員
- 1996年：齊藤朱夏，日本女性聲優
- 1996年：凱勒布·德萊賽爾，美國男子游泳運動員
- 1997年：葛瑞森·柴斯，美國歌手
- 1999年：陳楷雯，華裔美國女子花式溜冰運動員
- 2001年：拉克什亞·森，印度男子羽球運動員
- 2001年：揚尼克·辛納，義大利職業網球運動員
- 2001年：威廉·基奧保斯，法國職業足球運動員
- 2002年：塔莉雅·萊德，美國演員
- 2004年：嚴浩翔，中國男子偶像團體時代少年團成員
- 生年不詳：佐原誠，日本男性聲優

## 逝世
- 1225年：北條政子，日本平安時代至鎌倉幕府政治人物（1157年出生）
- 1443年：足利義勝，日本室町幕府第7代征夷大將軍（1434年出生）
- 1659年：井伊直孝，日本江戶時代武將、大名（1590年出生）
- 1705年：雅各布·白努利，瑞士數學家（1654年出生）
- 1825年：查爾斯·科茨沃斯·平克尼，美國政治人物、開國元勳（1746年出生）
- 1836年：馬克-安托萬·帕塞瓦爾，法國數學家。（1755年出生）
- 1870年：小松帶刀，日本明治時代政治人物。（1385年出生）
- 1888年：約翰·彭伯頓，美國藥師、化學家，可口可樂發明人（1831年出生）
- 1899年：罗伯特·威廉·本生，德国化学家（1811年出生）
- 1929年：津田梅子，日本教育家（1864年出生）
- 1934年：安德烈斯·赫克托·卡瓦略，巴拉圭政治人物，第15任巴拉圭總統（1862年出生）
- 1938年：羅伯·強生，美國藍調吉他手、音樂家、詞曲作家（1911年出生）
- 1945年：大西瀧治郎，日本海軍將領，神風特攻隊創始者（1891年出生）
- 1948年：哈里·迪克特·懷特，美國財政部高級官員（1892年出生）
- 1948年：貝比·魯斯，美國職業棒球運動員（1895年出生）
- 1949年：玛格丽特·米切尔，美国文学家，代表作品《亂世佳人》（1900年出生）
- 1951年：杜月笙，上海青帮头子（1888年出生）
- 1957年：歐文·朗繆爾，美国科学家，1932年諾貝爾化學獎得主（1881年出生）
- 1959年：小威廉·海爾賽，美國海軍五星上將（1882年出生）
- 1967年：孔祥熙，中華民國银行家、政治家（1880年出生）
- 1973年：賽爾曼·瓦克斯曼，烏克蘭裔美國生物化學家、微生物學家，1952年諾貝爾生理學或醫學獎得主（1880年出生）
- 1974年：磯田謙雄，日本水利工程師（1892年出生）
- 1977年：（貓王），美國音樂家（1935年出生）
- 1978年：保禄·于斌枢机，第二位華人樞機。曾任天主教南京總教區總主教、天主教輔仁大學在台復校首任校長等（1901年出生）
- 1979年：約翰·迪芬貝克，加拿大政治人物，前任加拿大總理（1895年出生）
- 1998年：肯尼斯·S·諾里斯，美國海洋生物學家（1924年出生）
- 2003年：伊迪·阿敏，烏干達政治人物，第3任烏干達總統（1925年出生）
- 2006年：阿尔弗雷多·史托斯納爾，巴拉圭總統、軍事獨裁者（1912年出生）
- 2009年：何思謙，澳門政界人物（1947年出生）
- 2018年：阿塔尔·比哈里·瓦杰帕伊，印度詩人、政治人物，第10任印度總理（1924年出生）
- 2018年：艾瑞莎·弗蘭克林，美國流行音樂女歌手（1942年出生）
- 2019年：彼得·方達，美國演員[4]（1940年出生）
- 2021年：肖恩·洛克，英國演員（1963年出生）

## 节假日和习俗
- 巴拉圭：兒童節
- 賽普勒斯：独立日
- ：共和國重生紀念日
- 美国：國家空降日（英语：National Airborne Day）